# Flügelkiemer
Die Flügelkiemer (Pterobranchia) sind marine Hemichordaten. Die millimetergroßen wurmförmigen Tiere leben meist kolonial am Meeresboden, wo sie Nahrungspartikel mit ihrem charakteristischen Tentakelapparat aus dem Wasser filtrieren. Sie waren ursprünglich nur von Dredgeproben aus der Tiefsee bekannt, wurden inzwischen aber auch im Flachwasser warmer Meere nachgewiesen.

## Merkmale und Verwandtschaftshypothesen
Der Körper der Flügelkiemer lässt sich in die dem Nahrungsfang dienende Tentakelregion, den gehäusebauenden Rostralschild und den sackförmigen, Eingeweide und Keimdrüsen enthaltenden Rumpf untergliedern. Coelomräume gibt es nur im Rostralschild und in der Tentakelregion. Der Rumpf ist bei den meisten Arten dunkel gefärbt, die Tentakel rötlich. Auf der Vorderseite des Rostralschilds befindet sich unten ein rotes Band.
Aufgrund des Tentakelapparates sah man in den Flügelkiemern auch mögliche nahe Verwandte der Lophophorata (syn.: Tentaculata), also einer Großgruppe aus Hufeisenwürmern (Phoronida), Armfüßern (Brachiopoda) und Moostierchen (Bryozoa). Diese Verwandtschaftshypothese war von großer Bedeutung für das System der zweiseitig-symmetrischen Tiere (Bilateria), weil es die Flügelkiemer als vermeintlich urtümliche Deuterostomier mit den Lophophorata als vermeintlich urtümlichen Protostomiern zusammenführte. Sie wurden in einigen dieser Deutungen sogar als Repräsentanten der urtümlichsten Bilaterier angesehen.
Molekularbiologische Untersuchungen haben einen solchen urtümlichen Status der Flügelkiemer aber nicht bestätigen können, so dass mittlerweile davon ausgegangen wird, dass ihr Filtrierapparat nicht homolog zum Filtrierapparat der Lophophorata ist, und auch sonst keine nähere Verwandtschaft zu Protostomiern besteht.
Diesen Untersuchungen zufolge sind die Flügelkiemer eher eine sehr spezialisierte Deuterostomiergruppe, die am wahrscheinlichsten aus eichelwurmartigen Vorläufern entstand (früher nahm man für die Hemichordata eher den umgekehrten Evolutionsverlauf an, also Entstehung der Eichelwürmer aus flügelkiemerartigen Vorläufern).
Anhand von Tiefseephotos aus den 1970er Jahren beschriebene Zwischenformen zwischen Flügelkiemern und Eichelwürmern, sogenannte „Lophenteropneusten“, wurden 2005 nach ersten Fängen dieser Tiere als spezialisierte Eichelwürmer identifiziert, die nur sehr hypothetisch mit den Flügelkiemern in Verbindung gebracht werden können. Die Tiere, von denen inzwischen einige Arten gefunden wurden, wurden als neue Familie Torquaratoridae der Eichelwürmer beschrieben. Trotz zahlreicher Unterschiede zu den Flügelkiemern sind sie bemerkenswert dadurch, dass zumindest von einigen Arten nachgewiesen worden ist, dass sie, analog den Flügelkiemern, in selbst abgeschiedenen Wohnröhren leben.

## Innere Systematik
Es gibt rezent zwei Ordnungen mit zwei Familien. Die Familien werden anhand des Tentakelapparats, des Gebäusebaus und weiterer anatomischer Merkmale unterschieden.
- Ordnung Cephalodiscoidea
  - Familie Cephalodiscidae, vier bis neun Tentakelpaare mit bis zu 50 Fiedern je Tentakel.
    - Gattung  Atubaria Sato, 1936 (nomen dubium)
    - Gattung Cephalodiscus
    - Gattung Pterobranchites Kozlowski, 1967, nur fossil überliefert

  - Familie Eocephalodiscidae Kozlowski, 1949, nur fossil überliefert
- Ordnung Rhabdopleuroidea
  - Gattung Diplohydra Kozlowski, 1949, nur fossil überliefert
  - Gattung Graptovermis Kozlowski, 1949, nur fossil überliefert
  - Familie Rhabdopleuridae
    - Gattung Eorhabdopleura Kozlowski, 1970, nur fossil überliefert
    - Gattung Fasciculitubus Obut & Sobolevskaya, 1967, nur fossil überliefert
    - Gattung Kystodendron Kozlowski, 1959, nur fossil überliefert
    - Gattung Rhabdopleura, nur ein Tentakelpaar mit bis zu 15 bis 30 Fiedern je Tentakel.
    - Gattung Rhabdotubus Bengtson & Urbanek, 1986, nur fossil überliefert

  - Familie Rhabdopleuritidae Mierzejewski, 1986, nur fossil überliefert
  - Familie Rhabdopleuroididae Mierzejewski, 1986, nur fossil überliefert
  - Familie Stolonodendridae Bulman, 1955, nur fossil überliefert

Zu den Flügelkiemer gehören auch die Graptolithen, die vom mittleren Kambrium bis zum unteren Karbon weltweit verbreitet waren und wichtige Leitfossilien für das Ordovizium und das Silur sind. Neben sessilen Formen sind von ihnen auch viele Gattungen bekannt, die mit Hilfe von Schwimmkörpern pelagisch lebten.